# Hwang Ui-jo
Hwang Ui-jo (koreanisch 황의조; Hanja: 黃義助; * 28. August 1992 in Seongnam) ist ein südkoreanischer Fußballspieler. Er steht beim englischen Erstligisten Nottingham Forest unter Vertrag.

## Vereine

### Seongnam FC
Hwang Ui-jo spielte in der Jugend Fußball für das Poongsaeng Gymnasium und anschließend für die Mannschaft der Yonsei University. Im Draft zur Saison 2013 wurde er vom Erstligisten Seongnam FC ausgewählt. Sein Debüt gab er am 3. März (1. Spieltag), als er bei der 1:2-Heimniederlage gegen die Suwon Samsung Bluewings das startete und den einzigen Treffer seiner Mannschaft erzielte. In der Folge schaffte er es nicht sich sofort in der Startformation zu etablieren. Erst in der Abstiegsrunde ab Herbst 2013 kam er immer häufiger zum Einsatz. In dieser Spielzeit bestritt er 22 Ligaspiele, in denen er zweimal traf. Im nächsten Spieljahr 2014 wurde er Stammspieler und erzielte in 28 Ligaspielen vier Tore. Mit Seongnam gewann er im November 2014 den Korean FA Cup. Der Durchbruch gelang Hwang dann in der nächsten Saison 2015. Seinen ersten Doppelpack in der höchsten koreanischen Spielklasse markierte er am 31. Mai (13. Spieltag), als er Seongnam mit zwei Toren in der Schlussphase zum 2:1-Heimsieg gegen die Jeonbuk Hyundai Motors schoss. In 34 Ligaspielen erzielte er in dieser Spielzeit 15 Treffer. In der folgenden Saison 2016 erzielte er in 37 Ligaspielen neun Tore, musste jedoch mit Seongnam den Abstieg in die K League 2 hinnehmen.

### Gamba Osaka
Bis Ende Juni 2017 spielte er in der zweiten koreanischen Spielklasse, bevor er sich zum 1. Juli 2017, nach über 150 Pflichtspieleinsätzen und 45 Toren für den Seongnam FC, dem japanischen Erstligisten Gamba Osaka anschloss. Sein Debüt gab er am 29. Juli (19. Spieltag) beim 3:1-Heimsieg gegen den Stadtrivalen Cerezo Osaka, als er startete und wie für Seongnam erneut bei seinem Debüt treffen konnte. Das Spieljahr 2017 beendete er mit drei erzielten Toren in 13 Ligaspielen. In der nächsten Saison 2018 wurde er zu einem Schlüsselspieler für Gamba Osaka. In 27 Ligaspielen erzielte er 16 Tore, davon drei Doppelpacks. Diese Torquote konnte er im Spieljahr 2019 nicht halten und erzielte bis Juli 2019 vor seinem Wechsel in 19 Ligaspielen vier Tore. Im September 2018 wurde er als Koreas Fußballer des Jahres ausgezeichnet.

### Girondins Bordeaux
Am 15. Juli 2019 wechselte Hwang Ui-jo für eine Ablösesumme in Höhe von zwei Millionen Euro zum französischen Erstligisten Girondins Bordeaux, wo er einen Vierjahresvertrag unterzeichnete. Am 10. August (1. Spieltag) debütierte er bei der 1:3-Auswärtsniederlage gegen den SCO Angers für seinen neuen Verein. Sein erstes Tor erzielte er zwei Wochen später (3. Spieltag) beim 2:0-Auswärtssieg gegen den FCO Dijon. Er schaffte rasch den Sprung in die Startformation und erzielte in der Saison 2019/20 in 24 Ligaeinsätzen sechs Tore. Zwei Jahre später stieg er mit dem Verein in die Ligue 2 ab. Während seinen drei Spielzeiten bei den Franzosen absolvierte er insgesamt 98 Pflichtspiele und schoss dabei 29 Treffer.

### Nottingham Forest
Am 26. August 2022 wurde Hwang, nachdem er zwei von vier möglichen Spielen in Ligue 2 für Bordeaux bestritten hatten, für eine Ablösesumme von 4 Millionen Euro vom englischen Erstligisten Nottingham Forest verpflichtet. Nur zwei Tage nach der Vertragsunterschrift wurde er für eine Saison an Olympiakos Piräus in die griechische Super League verliehen. Danach folgten weitere kurze Leihen zum FC Seoul, Norwich City und Alanyaspor.

## Nationalmannschaft
Am 3. September 2015 debütierte er beim 8:0-Heimsieg gegen den Laos in der Qualifikation zur Weltmeisterschaft 2018 für die südkoreanischer A-Nationalmannschaft, als er in der 62. Spielminute für Suk Hyun-jun eingewechselt wurde. Am 13. Oktober erzielte er beim 3:0-Sieg im Testspiel gegen Jamaika seinen ersten Länderspieltreffer. Im August 2018 nahm er, als einer von drei zugelassenen älteren Spielern, mit der südkoreanischen U23-Nationalmannschaft an den Asienspielen 2018 in Indonesien teil. Südkorea gewann das Turnier und Hwang trug mit neun Toren wesentlich zum Gewinn dessen bei. Außerdem erzielte kein anderer Spieler mehr Tore in diesem Wettbewerb. Mit Südkorea nahm er auch an der Asienmeisterschaft 2019 in den Vereinigten Arabischen Emiraten teil, wo die Mannschaft im Viertelfinale gegen den späteren Turniersieger Katar ausschied. Hwang erzielt bei seinen fünf Einsätzen zwei Tore in der Gruppenphase, darunter auch das Siegtor gegen die Philippinen. 2021 nahm er mit der Auswahl Südkoreas an den Olympischen Spielen in Japan teil und erreichte dort das Viertelfinale, wo man Mexiko mit 3:6 unterlag. Während des Turniers konnte der Flügelspieler in vier Partien vier Treffer erzielen.
Er gehörte bei der Weltmeisterschaft 2022 zum südkoreanischen Kader und wurde in allen drei Gruppenspielen und dem verlorenen Achtelfinale eingesetzt.

## Erfolge
Seongnam FC
- Südkoreanischer Pokalsieger: 2014

Südkorea U23
- Goldmedaille bei den Asienspielen: 2018

## Auszeichnungen
- Torschützenkönig bei den Asienspielen: 2018 (9 Tore)
- Südkoreas Fußballer des Jahres: 2018
- J. League Best XI: 2018